# Nationaal Monument Westerbork

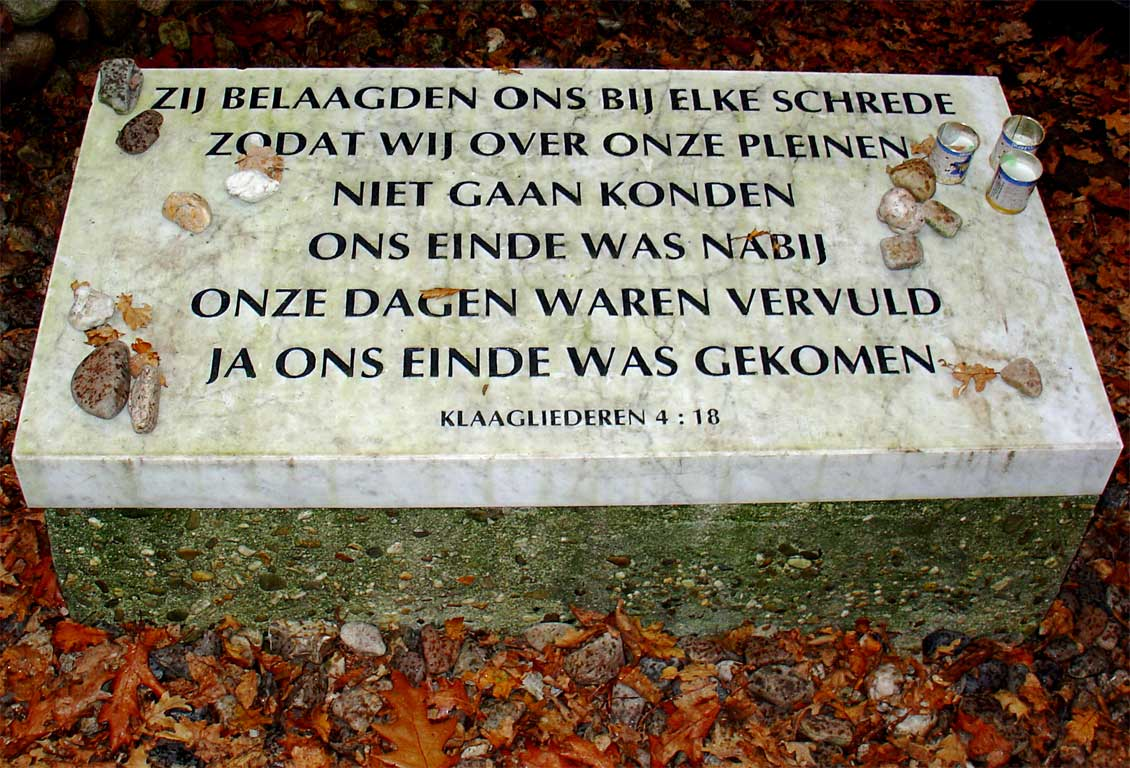
Fragment van het Nationaal Monument Westerbork

Het Nationaal Monument Westerbork is een oorlogsmonument op de plaats waar de spooraansluiting vanuit Hooghalen in het Kamp Westerbork eindigde en vanwaar de treinen naar de vernietigingskampen vertrokken. Het is ontworpen door beeldend kunstenaar en oud-gevangene Ralph Prins en onthuld door koningin Juliana in 1970.

## Beschrijving

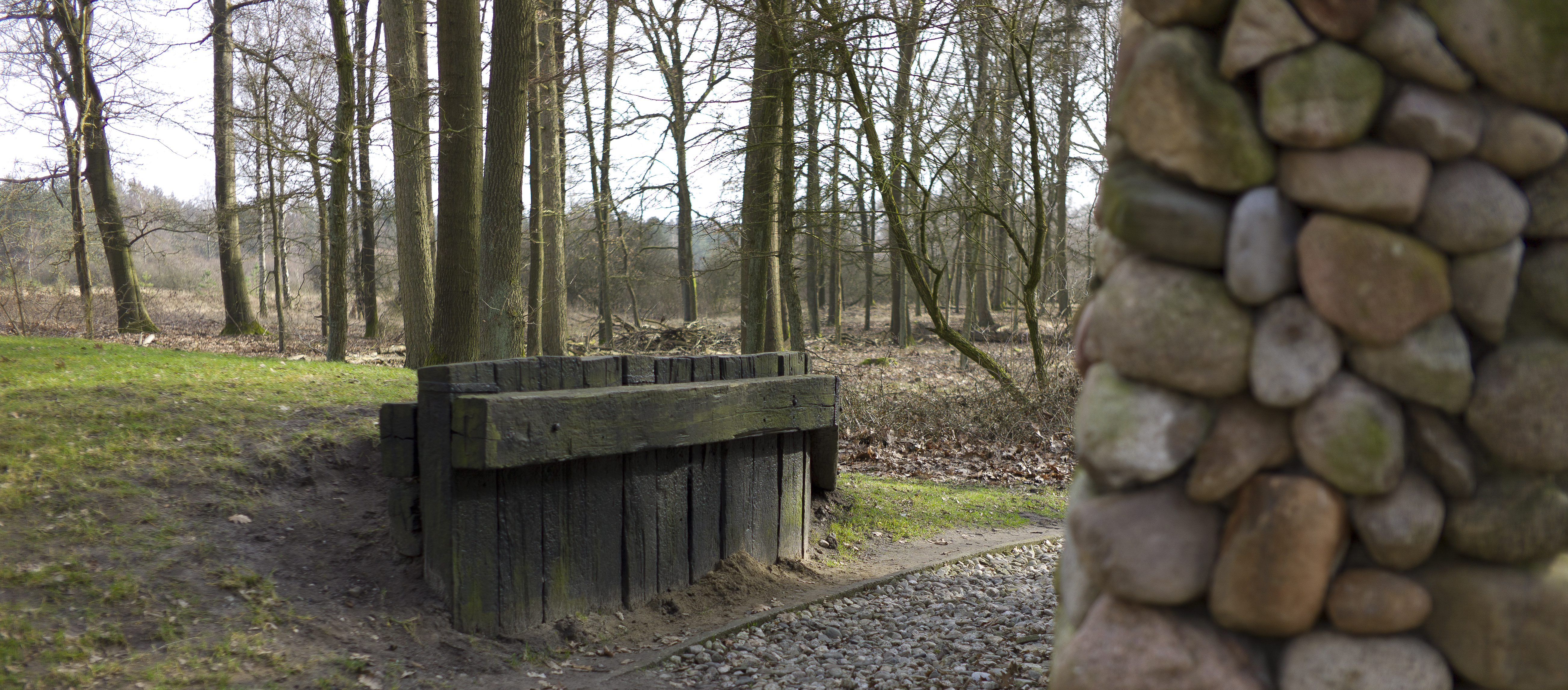
Het originele stootblok bevindt zich achter het monument

Het monument omvat een stootblok waarvan de balk rood is geverfd als waarschuwing tegen fascisme en discriminatie. Daarvandaan leiden twee spoorstaven over 97 bielzen. Elke biels verwijst naar een van de Jodentransporten vanuit Nederland: 93 vanuit Westerbork - vast onder de rails - gevolg door vier losse bielzen voor de vier transporten waarmee Joden van elders in Nederland naar de werk- en vernietigingskampen werden doorgestuurd. De bielzen liggen in een bed van vuile kiezels. Daaromheen ligt een brede strook van gewassen kiezels.
De spoorstaven zijn bewerkt zodat ze eruitzien als een door bommen en kogelinslagen gehavend spoor; het is tegelijk alsof de rails als armen omhoog reiken in een verstild, verwrongen gebaar van wanhoop en verwoesting.
Het monument wordt aan de achterzijde begrensd door een licht overhellende muur van aaneengelijmde Drentse zwerfkeien. Het ontbreken van cement roept een beeld op van gestapelde schedels.
Aan weerszijden van de muur is een plaquette aangebracht. 
Geen van de elementen die het monument vormen, is uit het kamp afkomstig. Voor de rails koos Prins een Frans profiel vanwege de markante vorm. Het stootblok, van het type Stavast Sr, was het grootste in Nederland beschikbare type.  Het originele houten stootblok bevindt zich achter het monument.
Voor Prins was de essentie van Westerbork de paniek, de berusting, en de overheidsterreur waarmee het wekelijkse treintransport uit dit Nederlandse Durchgangslager gepaard ging. Maar het was met name de stilte die over het kamp viel als de volle goederenwagons dinsdags uit zicht verdwenen, die hij wilde verbeelden. 
Over het Nationaal Monument Westerbork schreef schrijver en journalist Evert Werkman: “Er staan honderden oorlogsmonumenten in dit land. Er is er maar een gemaakt van biels en rails. Er is er maar een, waar de schaamte je nóg bevangt als je het ziet.”

## Beheer
Het monument is tweemaal onthuld, omdat de eerste keer geen overlevenden of nabestaanden uitgenodigd waren. 
Het monument is eigendom van de provincie Drenthe en wordt beheerd door het Herinneringscentrum Kamp Westerbork. Het monument is door de scholen uit Westerbork (CBS de Wegwijzer en OBS de Lindelaar) geadopteerd.

## Herdenking
Bij dit monument vindt hier jaarlijks op 12 april de herdenking van de bevrijding van kamp Westerbork plaats. Ook vindt hier ieder jaar op 4 mei een Dodenherdenking plaats. Er is dan een stille tocht naar het monument, waar dan om 20:00 uur twee minuten stilte in acht wordt genomen ter nagedachtenis aan de slachtoffers van de Tweede Wereldoorlog en dan met name aan de gedeporteerde mensen. De leerlingen van de groepen 7 van de scholen die het monument geadopteerd hebben mogen vervolgens een roos op het monument leggen.